# Fun
"Fun" é uma faixa do quarto álbum de estúdio da cantora australiana Natalie Imbruglia, intitulado Come To Life. 

## Composição
A canção foi composta por Chris Martin, vocalista da banda britânica Coldplay, e cedida para Natalie Imbruglia pelo próprio cantor. Em entrevista ao jornal australiano Herald Sun, em Março de 2009, Martin chegou a afirmar que estava um pouco arrependido por dar a canção à australiana, por considerar esta "a melhor música do Coldplay de todos os tempos".

## Lançamento
"Fun" chegou a ser cotada como uma das possíveis músicas de trabalho do álbum Come To Life. No entanto, o álbum acabou tendo o seu lançamento no Reino Unido, junto com o segundo single, cancelado em 2010. 
Por fim, a música acabou sendo regravada em versão eletrônica pelo DJ Sharam Tayebi, do duo Deep Dish, com o vocal da cantora Anousheh Khalili, sendo lançada como single do álbum Get Wild, com um videoclipe promocional, no mesmo ano.

### Sharam Single
Versão iTunes
1. Fun (Sharam's Own Remix)
2. Fun (Balearic Club Mix)
3. Fun (Balearic Radio Mix)
4. Fun (Marco Lys Remix)
5. Fun (Pirupa People Vocal Mix)
6. Fun (Pirupa People Dub Mix)
7. Fun (Sebjak Remix)